# Neckera macrocarpa
Neckera macrocarpa là một loài rêu trong họ Neckeraceae. Loài này được Brid. mô tả khoa học đầu tiên năm 1827.